# 楚天运
楚天运（1968年2月—），中华人民共和国政治人物，无党派人士。现任辽宁省人民政府副省长、省工商联主席。曾任辽宁省政协副主席，大连市人民政府副市长。